# Hahm Eun-jung
 (juillet 2012).
Si vous disposez d'ouvrages ou d'articles de référence ou si vous connaissez des sites web de qualité traitant du thème abordé ici, merci de compléter l'article en donnant les références utiles à sa vérifiabilité et en les liant à la section « Notes et références ».
Dans ce nom, le nom de famille, Ham, précède le nom personnel.
Eunjung (coréen : 은정),  de son nom complet Hahm Eun-jung (함은정), née le 12 décembre 1988 à Séoul en Corée du Sud, est une idole, danseuse, actrice et chanteuse sud-coréenne de K-pop. Elle est membre du groupe T-ara en tant que chanteuse principale, rappeuse et danseuse.
Elle jouera de nombreux rôles pour différentes séries, dont l'une qui a fait un véritable succès Death Bell.
En 2021, elle revient aux côtés de trois anciens membres des T-ara avec le single Tiki-Taka.

## Filmographie

### Dramas
| Année | Titre                      | Rôle              | Travail |
| ----- | -------------------------- | ----------------- | ------- |
| 1995  | A New Generation of Adults | Jessica           | KBS     |
| 2004  | Little Women               | Hyun Deuk (Young) | SBS     |
| 2004  | Age of Heroes              | Layla             | MBC     |
| 2004  | Toji, the Land             | Bong Soon (Young) | SBS     |
| 2005  | Hello, My Teacher          | Extra             | SBS     |
| 2006  | Goong                      | cameo             | SBS     |
| 2010  | Coffee House               | Kang Seung Yeon   | SBS     |
| 2011  | Dream High                 | Yoon Baek Hee     | KBS     |
| 2011  | King Geunchogo             | Jin Ah Yi         | KBS     |
| 2012  | Queen Insoo                | Insoo (Young)     | jTBC    |
| 2012  | Five Finger                | Hong Da Mi        | SBS     |

### Séries télévisées
| Année        | Titre                       | Rôle             | Autre |
| ------------ | --------------------------- | ---------------- | --- |
| 22 août 2010 | SBS Running Man Episode 7   | elle-même(Guest) | Invités : Jo Kwon (2AM) & Jung Yong-hwa (CN Blue)                                                                                  |
| 2011–présent | MBC We Got Married          | elle-même        | avec Lee Jang Woo |
| 2010-2011    | KBS2 Hello Baby             | elle-même        | avec T-ara |
| 2012         | SBS Running Man Episode 104 | elle-même        | Invités : Eun-hyuk (Super Junior), Jung Yong-hwa (CN Blue), Lee Joon (MBLAQ), Nichkhun (2PM), Si-wan (ZE:A), Yoon Doo-joon (Beast) |

### Films
| Année | Titre                          | Rôle             |
| ----- | ------------------------------ | ---------------- |
| 1999  | A-rong's Big Expedition        | Song-i           |
| 2002  | Dodge Go! Go!                  | Min Sang Mi      |
| 2002  | Madeleine                      | Song Hye (Young) |
| 2005  | The Beast and the Beauty       | Hae Mi           |
| 2006  | Ice Bar                        | Mi Sook          |
| 2006  | World of Silence               | Min Hee          |
| 2008  | Death Bell                     | Kim Ji Won       |
| 2011  | White: The Melody of the Curse | Eun Joo          |
| 2011  | Gisaeng Ryung                  | Cameo            |

### Apparitions dans des clips
| Année | Titre de la chanson                                   | Artiste                  | Rôle                      |
| ----- | ----------------------------------------------------- | ------------------------ | ------------------------- |
| 2007  | Hate                                                  | Seeya                    | Elle-même                 |
| 2007  | Gashiri                                               | SG Wannabe, KCM          | Elle-même                 |
| 2007  | Love Sick                                             | F.T. Island              | Elle-même                 |
| 2007  | Thunder + A Man's First Love Follows Him to the Grave | F.T. Island              | Elle-même                 |
| 2010  | Time, Please Stop                                     | Davichi                  | Elle-même                 |
| 2010  | Page One                                              | SG Wannabe& Ock Joo Hyun | Elle-même                 |
| 2010  | I Want to Know Goodbye                                | Hwang Ji Hyun            | Elle-même                 |
| 2010  | Bbiribbom Bberibbom                                   | Coed School              | Elle-même                 |
| 2011  | The Way I Am                                          | ZiA                      | Elle-même et Lee Jang Woo |

## Récompenses
| Année | Prix                                                                                        |
| ----- | ------------------------------------------------------------------------------------------- |
| 2010  | - 2010 SBS Drama Awards: New Star Award (Coffee House)                                      |
| 2011  | - 2011 MBC Broadcast Entertainment Awards: Variety Division - Rookie Award (We Got Married) |